# Mehdi Abid Charef
Mehdi Abid Charef (Constantina, Argelia, 14 de diciembre de 1980) es un árbitro argelino de fútbol de la CAF, internacional por la FIFA desde el 2011. Dirige partidos de la Primera División de Argelia.

## Trayectoria
Fue uno de los árbitros de la Copa Africana de Naciones 2015 en Guinea Ecuatorial, en el Campeonato Africano de Naciones de 2016 en Ruanda, en la Copa Africana de Naciones 2017 en Gabón y en el Campeonato Africano de Naciones de 2018 en Marruecos.
También ha participado en la Copa Mundial de Fútbol Sub-17 de 2015 en Chile y en la Copa Mundial de Fútbol Sub-17 de 2017 en la India.